# Bahrain International 2014
Die Bahrain International 2014 im Badminton fanden vom 17. bis zum 21. Juni 2014 in Madinat Isa statt.

## Die Sieger und Platzierten
| Disziplin    | Gold                                          | Silber                                     | Bronze                                   |
| ------------ | --------------------------------------------- | ------------------------------------------ | ---------------------------------------- |
| Herreneinzel | Subhankar Dey                                 | Dinuka Karunaratne                         | David Obernosterer                       |
| Herreneinzel | Subhankar Dey                                 | Dinuka Karunaratne                         | Heri Setiawan                            |
| Dameneinzel  | Riya Pillai                                   | Elisabeth Baldauf                          | Surayyo Ahmadjonova                      |
| Dameneinzel  | Riya Pillai                                   | Elisabeth Baldauf                          | Anait Khurshudyan                        |
| Herrendoppel | Muhammad Hafifi Hashim Muhammad Hafizi Hashim | Al-Sayed Jafar Ebrahim Jafar Heri Setiawan | Shakhriyor Khikmatov Alisher Kholmirzaev |
| Herrendoppel | Muhammad Hafifi Hashim Muhammad Hafizi Hashim | Al-Sayed Jafar Ebrahim Jafar Heri Setiawan | Amrullo Bakhshullaev Artyom Savatyugin   |
| Damendoppel  | Surayyo Ahmadjonova Mariya Pakina             | Anait Khurshudyan Valeriya Mushtakova      | Sapna Prabhu Sandra Sakaria              |
| Damendoppel  | Surayyo Ahmadjonova Mariya Pakina             | Anait Khurshudyan Valeriya Mushtakova      | Rehana Sunder Hazel Trinidad             |
| Mixed        | David Obernosterer Elisabeth Baldauf          | Heri Setiawan Rehana Sunder                | Shakhriyor Khikmatov Surayyo Ahmadjonova |
| Mixed        | David Obernosterer Elisabeth Baldauf          | Heri Setiawan Rehana Sunder                | Artyom Savatyugin Anait Khurshudyan      |